# Ditropinotus aureoviridis
Ditropinotus aureoviridis är en stekelart som beskrevs av Crawford 1907. Ditropinotus aureoviridis ingår i släktet Ditropinotus och familjen gallglanssteklar. Inga underarter finns listade i Catalogue of Life.